# Fonteno
Fonteno [fonˈteːno] (Fonté [fonˈte] in dialetto bergamasco) è un comune italiano di 564 abitanti della provincia di Bergamo in Lombardia.

## Geografia fisica
Fonteno è posta sul versante sinistro della valle di Fonteno su di un terrazzo naturale che dà sul lago d'Iseo.
La valle è solcata dal torrente Zù, che dalle alte montagne scende fino a gettarsi nel lago.
Il territorio del comune risulta compreso tra i 375 e i 1.361 m s.l.m.

## Storia
Il primo nucleo abitato è testimoniato nel 1338 nella zona della "fontana del coren", dalla quale deriva l'etimologia del nome del paese.
Il 22 agosto 1944 ci fu un duro scontro tra le forze nazi-fasciste e i partigiani della 53ª Brigata Garibaldi che viene ricordata con il nome di Battaglia di Fonteno

### Simboli
Lo stemma e il gonfalone sono stati approvati dalla giunta municipale il 24 marzo 1994 e concessi con decreto del presidente della Repubblica dell'8 agosto dello stesso anno.
Nello scudo è rappresentata la fontana del Córen, attorno a cui si sviluppò il primo nucleo di abitazioni di Fonteno e diede origine al nome del paese. Il campo di verde è un richiamo ai boschi e ai prati della Valle di Fonteno. L'azzurro simboleggia il vicino lago di Iseo, nelle cui acque si specchiano le contrade di Xino e Fonteno stessa, rappresentate dalle due stelle d'oro.
Il gonfalone è un drappo di bianco.

## Società

### Evoluzione demografica
Abitanti censiti

## Monumenti e luoghi d'interesse
Per la sua posizione isolata Fonteno ha conservato le caratteristiche del piccolo borgo agricolo di montagna, con strette viuzze, porticati e balconi in legno dei secoli precedenti.
- Chiesa parrocchiale dei Santi Faustino e Giovita, in stile neogotico, del XIX secolo. Il campanile settecentesco venne sostituito nel 1827 da una nuova torre, sopraelevato quindi nel 1930 per armonizzarlo con l'edificio. La chiesa ospita un organo a mille canne del 1885 recentemente restaurato.
- Chiesa di San Rocco, cinquecentesca.

Nella valle di Fonteno sorgono oltre 300 cascine, protette da uno speciale piano urbanistico. La zona presenta percorsi e sentieri con numerosi punti panoramici sul lago. Vi è stato scoperto nel 2006 il vasto complesso speleologico di "Bueno Fonteno", del quale si è esplorato uno sviluppo di oltre 32 km fino ad una profondità di quasi 500 m.

## Geografia antropica

### Frazioni
Xino, affacciata sul lago d'Iseo, a circa 1 km dal capoluogo comunale, conserva un aspetto tipico di antico borgo con stretti vicoli.

## Infrastrutture e trasporti
Al paese si arriva per una strada che si distacca a Solto Collina dalla strada provinciale n.77, che a sua volta è collegata con la strada statale 42. Una strada comunale porta alla frazione di Xino.

## Amministrazione
| Periodo        | Periodo   | Primo cittadino | Partito               | Carica  | Note |
| -------------- | --------- | --------------- | --------------------- | ------- | ---- |
| 26 maggio 2014 | in carica | Donda Fabio     | Lista civica Il Basol | Sindaco |      |

## Galleria d'immagini

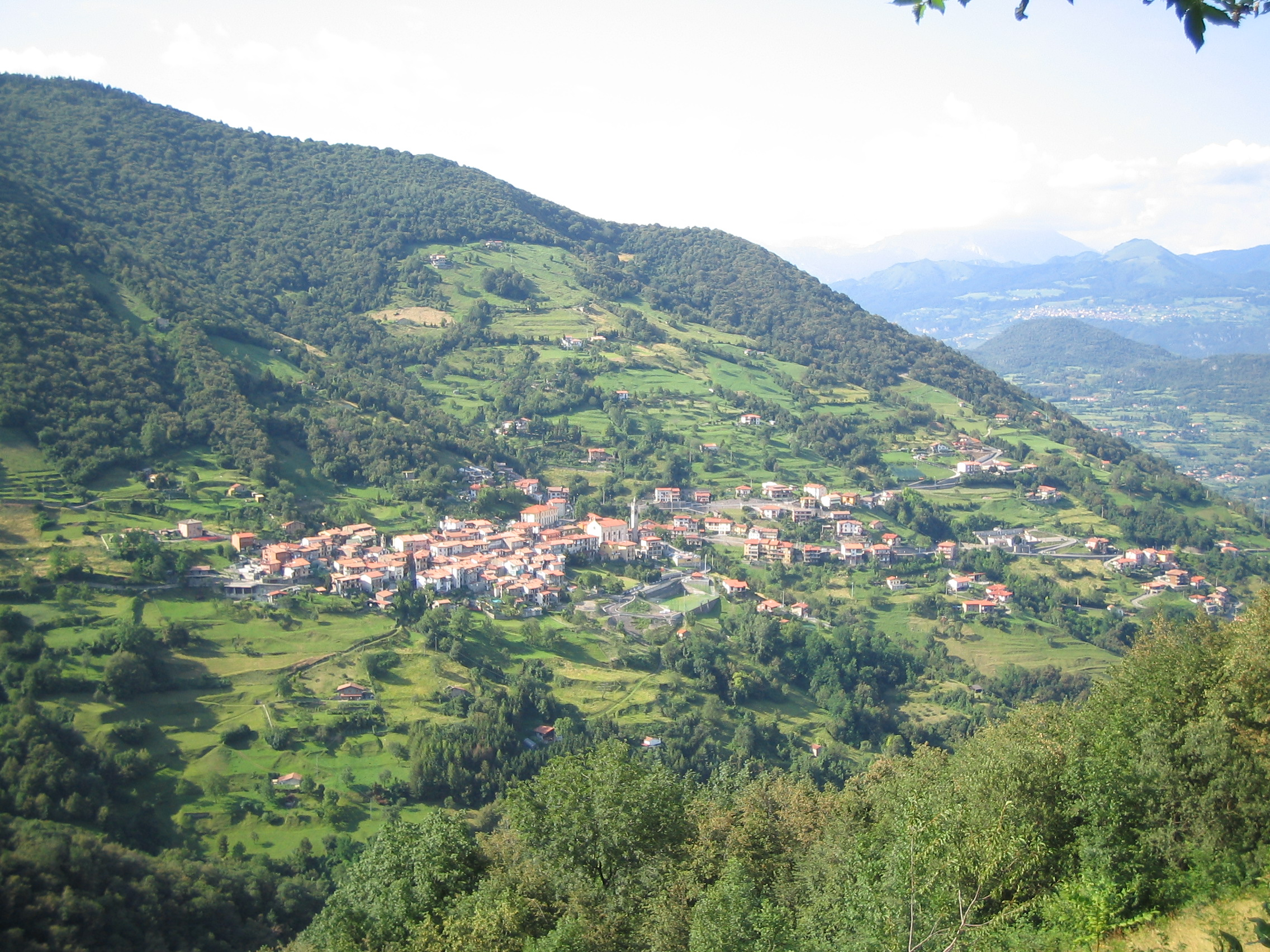
Fonteno
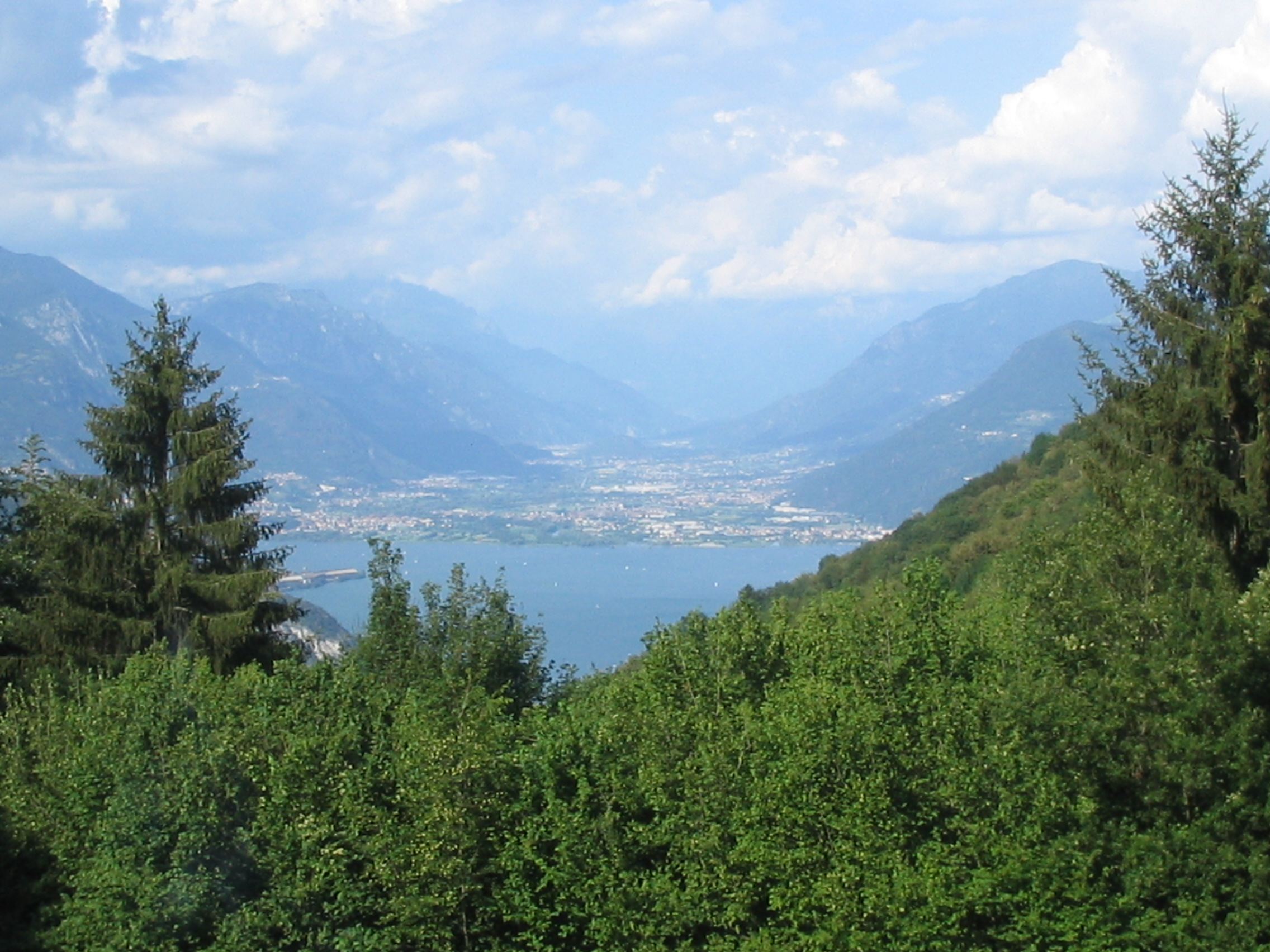
La Valle di Fonteno ed il lago
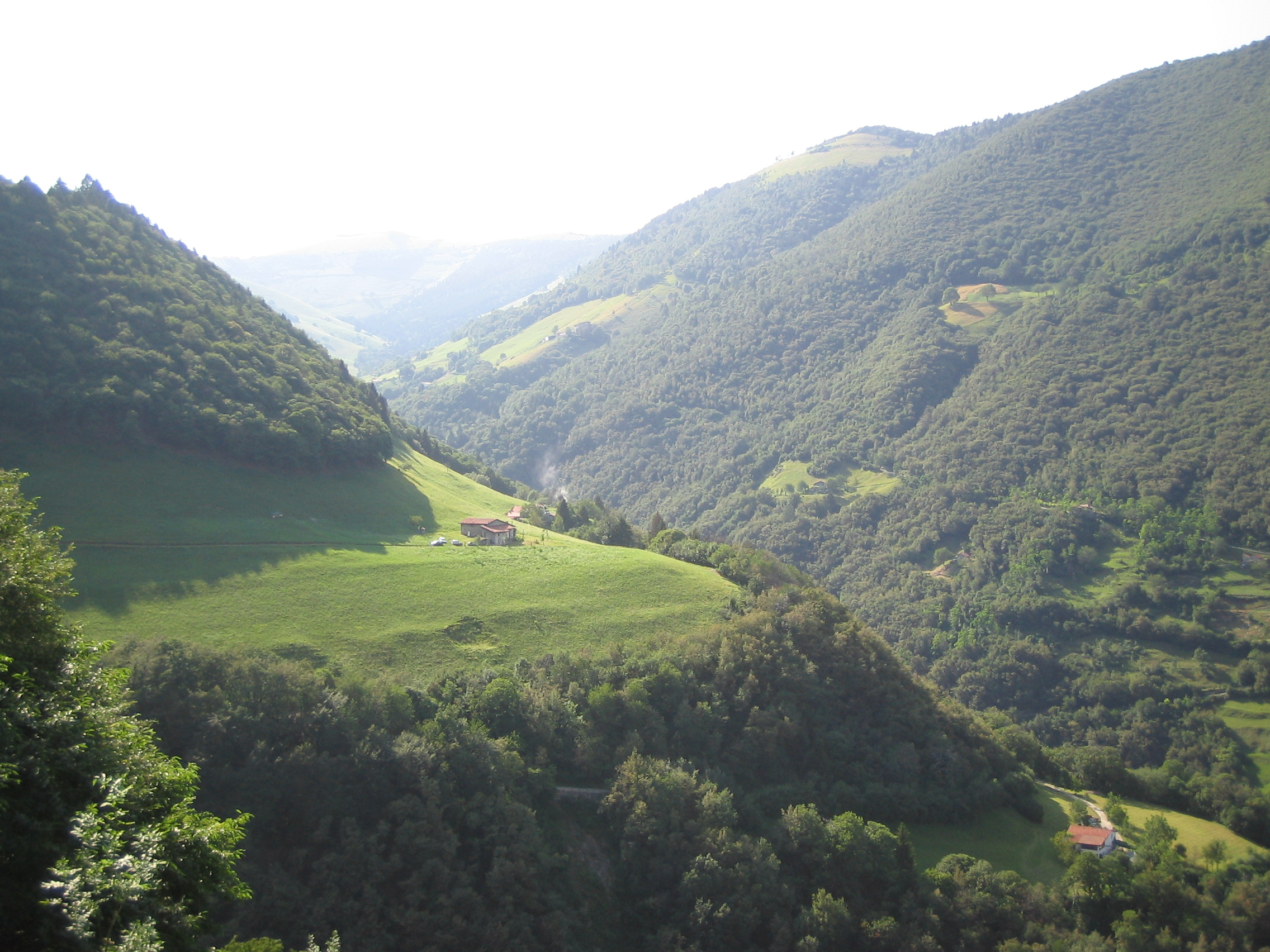
La Valle di Fonteno
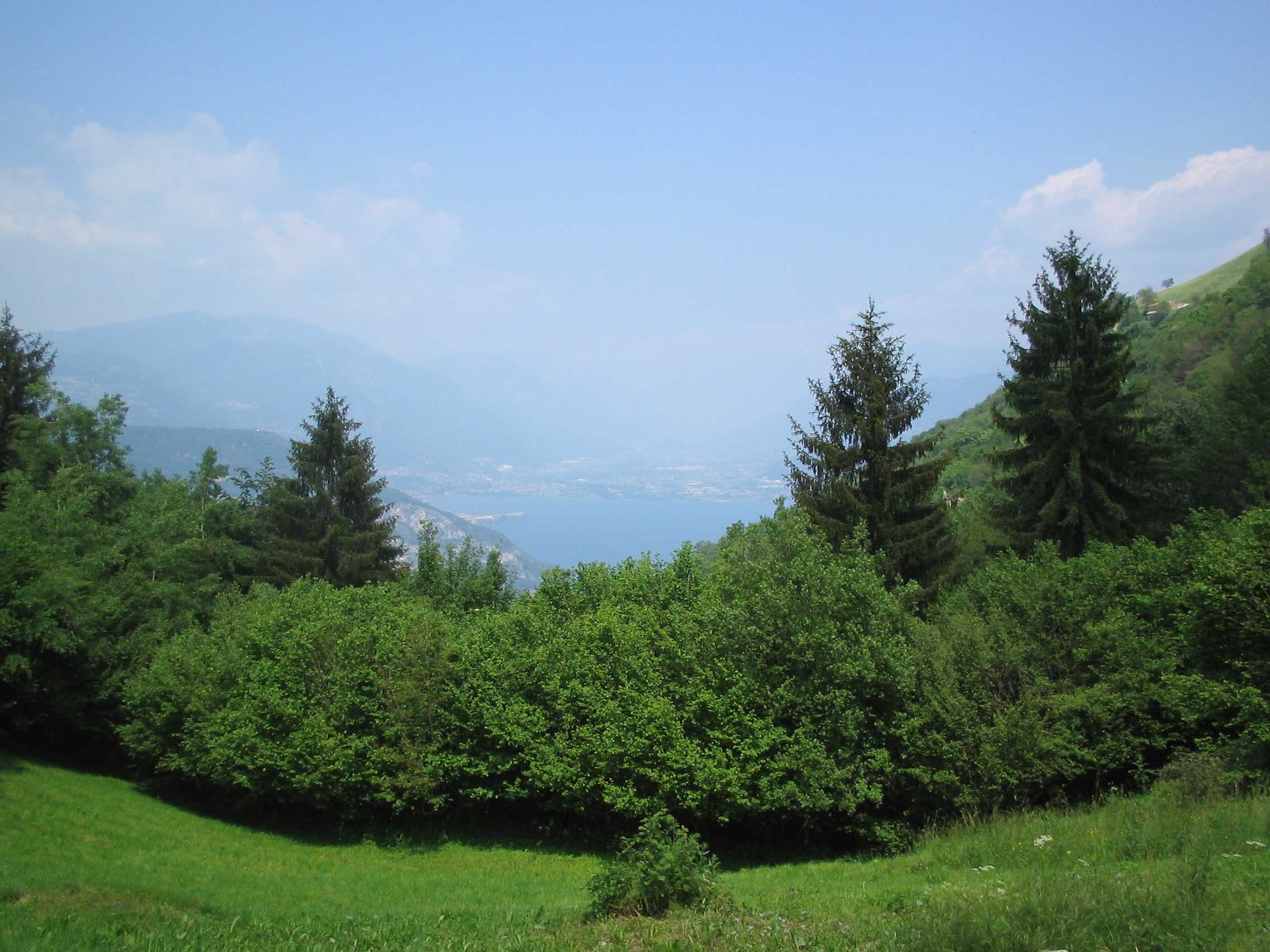
La Valle di Fonteno
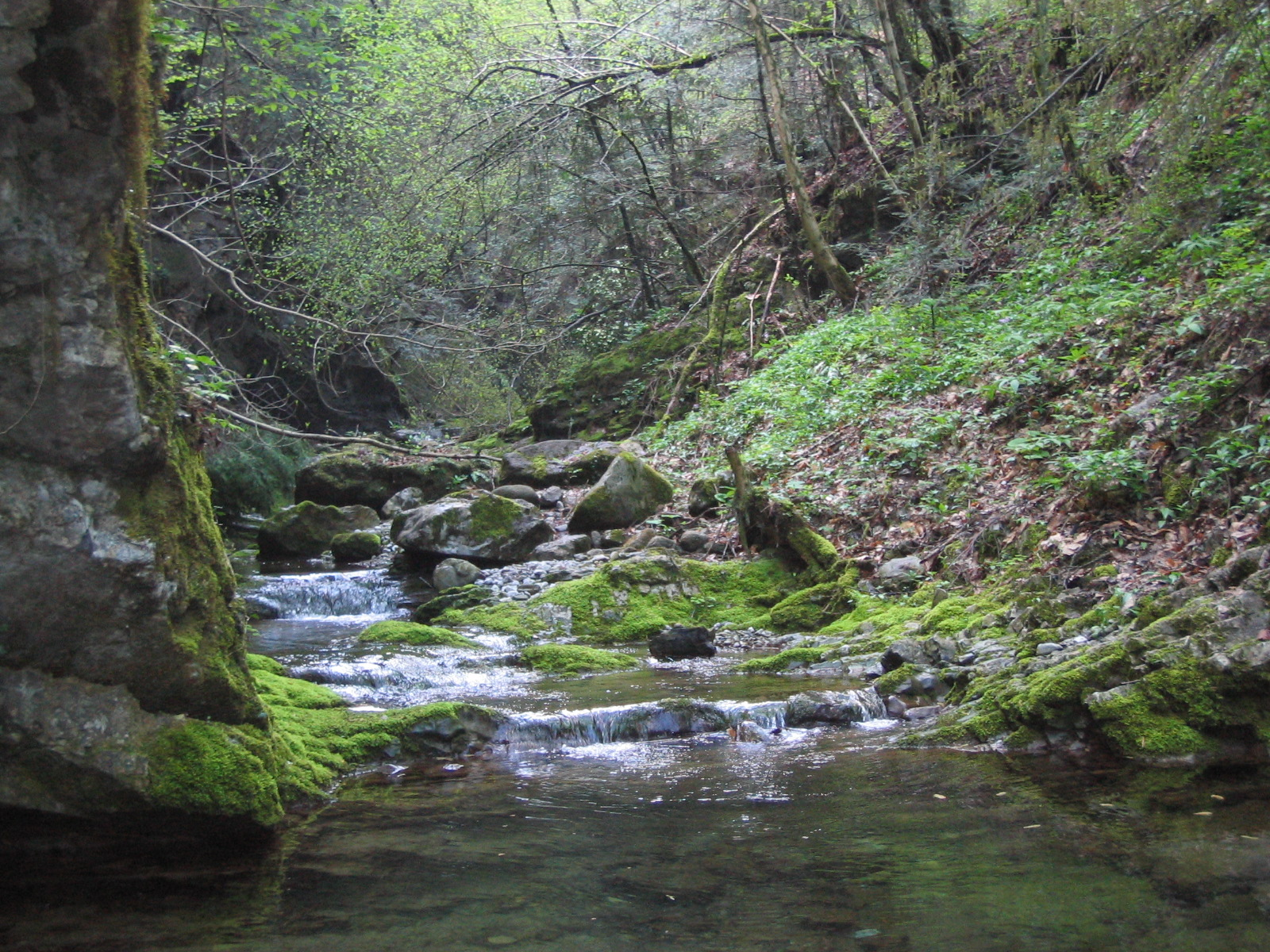
Il torrente Zù
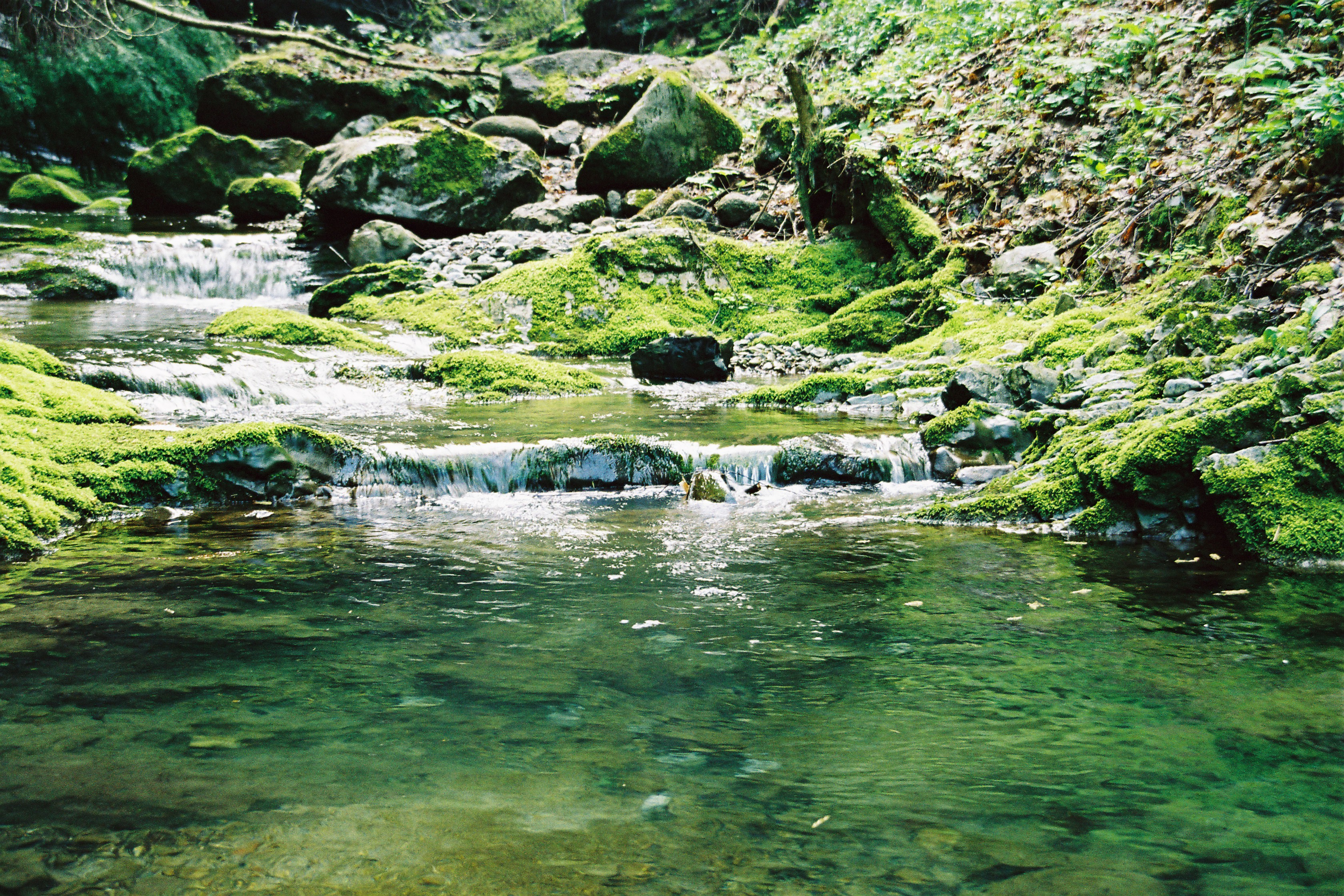
Il torrente Zù